# Cyrtophora cephalotes
Cyrtophora cephalotes är en spindelart som beskrevs av Simon 1877. Cyrtophora cephalotes ingår i släktet Cyrtophora och familjen hjulspindlar.
Artens utbredningsområde är Filippinerna. Inga underarter finns listade i Catalogue of Life.